# 바이람추리

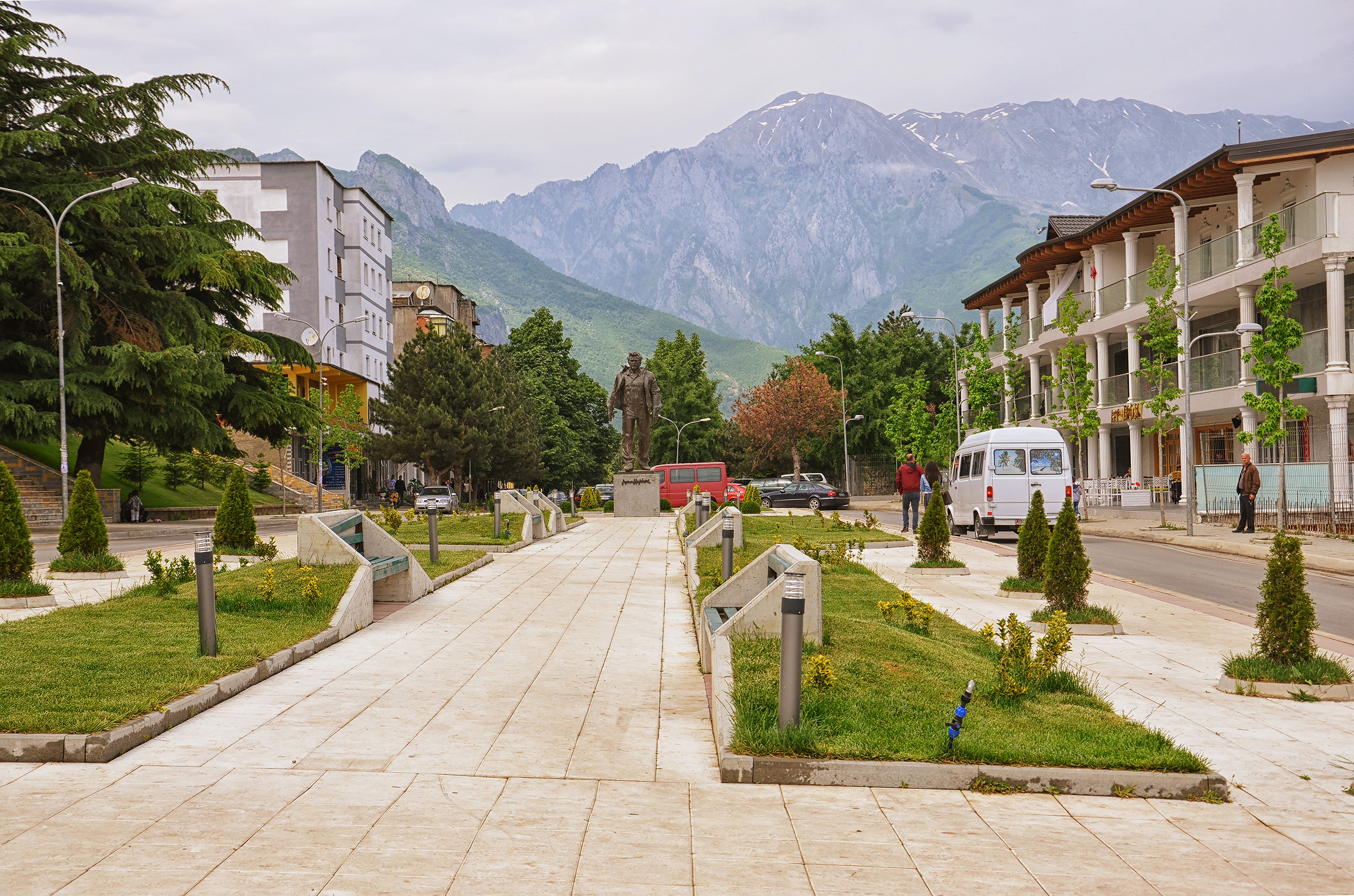
바이람추리에 위치한 아젬 하이다리 광장

바이람추리(알바니아어: Bajram Curri)는 1952년까지 콜게차이(Kolgecaj)로 알려졌던 알바니아 북동부 트로포여 지방자치체의 코뮌이다. 이 도시는 역사적 민족지학적 지역인 Gjakova Highlands 안에 있다. 프로클레티예산맥의 외진 산악 지역인 발보너 계곡(Valbonë Valley)에 위치하고 있으며, 코소보와의 국경 근처에 있다. 이 도시는 오스만 제국에 맞서 싸운 민족 알바니아인들의 영웅인 바이람추리의 이름을 따서 명명되었다.

## 지리학
바이람추리는 발보너강(Valbonë river)의 계곡 아래에 위치한다. 이곳은 Valbona와 Rrogam 마을로 가는 주요 도로 접근 지점이다. 산에서 흐르는 물은 발보네 강의 물로 흘러 들어가며, 발보네 강은 알바니아에서 가장 맑은 강물로 유명하다. 바이람추리는 코뮌이며 트로포여 지방자치체의 정부 소재지이다.

### 기후
바이람추리는 온난 습윤 기후(쾨펜의 기후 구분: Cfa)에 속한다.

바이람추리의 여름 밤에는 silent lightning를 보는 일이 매우 흔하다.
| Bajram Curri의 기후      | Bajram Curri의 기후 | Bajram Curri의 기후 | Bajram Curri의 기후 | Bajram Curri의 기후 | Bajram Curri의 기후 | Bajram Curri의 기후 | Bajram Curri의 기후 | Bajram Curri의 기후 | Bajram Curri의 기후 | Bajram Curri의 기후 | Bajram Curri의 기후 | Bajram Curri의 기후 | Bajram Curri의 기후 |
| 월                       | 1월                 | 2월                 | 3월                 | 4월                 | 5월                 | 6월                 | 7월                 | 8월                 | 9월                 | 10월                | 11월                | 12월                | 연간                |
| ------------------------ | ------------------- | ------------------- | ------------------- | ------------------- | ------------------- | ------------------- | ------------------- | ------------------- | ------------------- | ------------------- | ------------------- | ------------------- | ------------------- |
| 일평균 최고 기온 °C (°F) | 4.9 (40.8)          | 7.5 (45.5)          | 12.2 (54.0)         | 16.9 (62.4)         | 21.9 (71.4)         | 25.8 (78.4)         | 28.5 (83.3)         | 28.5 (83.3)         | 24.3 (75.7)         | 17.8 (64.0)         | 11.2 (52.2)         | 6.7 (44.1)          | 17.2 (62.9)         |
| 일일 평균 기온 °C (°F)   | 1.6 (34.9)          | 3.7 (38.7)          | 7.6 (45.7)          | 11.9 (53.4)         | 16.5 (61.7)         | 20.3 (68.5)         | 22.6 (72.7)         | 22.4 (72.3)         | 18.5 (65.3)         | 13.0 (55.4)         | 7.6 (45.7)          | 3.5 (38.3)          | 12.4 (54.4)         |
| 일평균 최저 기온 °C (°F) | −1.6 (29.1)         | −0.1 (31.8)         | 3.1 (37.6)          | 6.9 (44.4)          | 11.1 (52.0)         | 14.8 (58.6)         | 16.7 (62.1)         | 16.4 (61.5)         | 12.8 (55.0)         | 8.3 (46.9)          | 4.1 (39.4)          | 0.3 (32.5)          | 7.7 (45.9)          |
| 평균 강수량 mm (인치)    | 126 (5.0)           | 114 (4.5)           | 106 (4.2)           | 105 (4.1)           | 93 (3.7)            | 65 (2.6)            | 52 (2.0)            | 58 (2.3)            | 92 (3.6)            | 119 (4.7)           | 154 (6.1)           | 151 (5.9)           | 1,235 (48.7)        |
| 출처:                    |                     |                     |                     |                     |                     |                     |                     |                     |                     |                     |                     |                     |                     |

## 경제
트로포여 자치체는 많은 농산물을 생산하며, 특히 밤, 사과, 견과류, 포도, 그리고 블루베리로 유명하다. 트로포여에서는 백금, 로듐, 루테늄, 팔라듐, 이리듐, 오스뮴의 대규모 매장량이 발견되었다. Albanian Minerals와 Bytyci Sh.p.k에서 일하는 알바니아, 이탈리아, 중국 엔지니어들은 이 지역에 5억 톤 이상의 크롬 광석과 20억 톤 이상의 감람석이  있고, 이 중 톤당 5-7그램의 백금도 포함되어 있을 것이라고 추정한다. 이 거대한 광석의 몸체는 세계에서 가장 큰 것 중 하나이다.

## 인구 통계학
2023년 인구 조사에 따르면 Bajram Curri의 행정 단위에는 약 4,113명이 있었으며 그 중 2,026명이 남성이고 2,087명이 여성이었다.

## 출신 인물
- 살리 베리샤(Sali Berisha) – 1992년부터 1997년까지의 알바니아 대통령, 2005년부터 2013년까지의 총리